# Hylaea flavella
Hylaea flavella là một loài bướm đêm trong họ Geometridae.